# Rachid Chouhal
Rachid Chouhal (ur. 14 lutego 1975) – maltański sprinter i skoczek w dal, uczestnik Letnich Igrzysk Olimpijskich 2012 w Londynie. Podczas konkursu biegu na 100m, w preeliminacjach, z wynikiem 10,83 s wyrównał swój najlepszy wynik sezonu, co jednak nie dało mu awansu do kolejnego etapu rozgrywek.

## Rekordy życiowe
| Dystans            | Wynik | Miejsce | Data             |
| ------------------ | ----- | ------- | ---------------- |
| Bieg na 60 metrów  | 6.85  | Gandawa | 26 lutego 2000   |
| Bieg na 100 metrów | 10.57 | Bulle   | 14 lipca 2001    |
| Bieg na 200 metrów | 21.41 | Lublana | 25 lipca 2000    |
| Bieg na 400 metrów | 48.32 | Sewilla | 22 sierpnia 1999 |
| Skok w dal         | 7.71  | Marsa   | 2 kwietnia 2005  |
| Trójskok           | 14.57 | Andora  | 4 czerwca 2005   |